# Halichoeres vrolikii
 Halichoeres vrolikii és una espècie de peix de la família dels làbrids i de l'ordre dels perciformes.

## Morfologia
Els mascles poden assolir els 13 cm de longitud total.

## Distribució geogràfica
Es troba des de les Maldives fins a les Moluques (Indonèsia) i el Mar d'Andaman.